# Conacul Cantacuzino din Șerbești

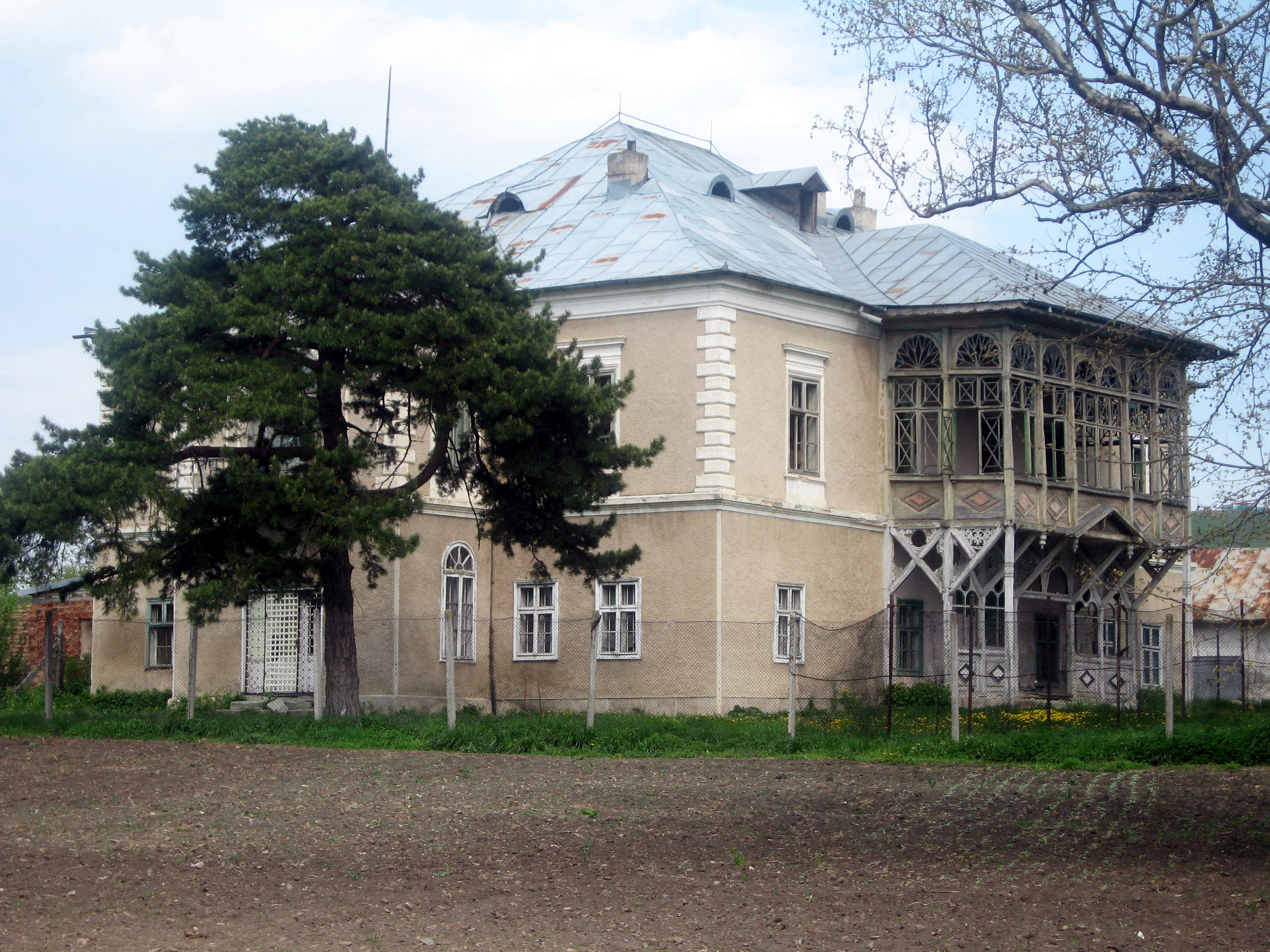
Conacul Cantacuzino din Șerbești

Conacul Cantacuzino din Șerbești este un conac boieresc construit pe la mijlocul secolului al XVII-lea de către vistiernicul Iordache Cantacuzino, în satul Șerbești (azi satul Ștefan cel Mare din județul Neamț). El a suferit adăugiri în secolul al XIX-lea. Conacul se află în imediata apropiere a bisericii "Sf. Gheorghe", înspre sud-est
Casa Iordache Cantacuzino, azi școală, a fost inclusă pe Lista Monumentelor Istorice din județul Neamț din anul 2004, având cod LMI NT-II-m-B-10704. 

## Istoric
La începutul secolului al XVII-lea, marele boier Costea Bucioc era proprietarul moșiei Șerbești. El avea două fete: Ecaterina și Teodora (Tudosca). Ecaterina s-a căsătorit cu boierul Iordache Cantacuzino, care descindea dintr-o veche dinastie de împărați bizantini și era unul dintre cei mai bogați boieri moldoveni ai vremii.  Cea de-a două fiică, Tudosca, s-a căsătorit cu viitorul domnitor Vasile Lupu. Prin aceste căsătorii, moșia Șerbești s-a împărțit între cei doi gineri ai boierului Costea Bucioc; Iordache  Cantacuzino a devenit proprietarul părții nordice a moșiei, spre Cârligi. 
Iordache Cantacuzino s-a stabilit la Șerbești în jurul anului 1630, construindu-și aici pe la mijlocul secolului al XVII-lea  o reședință boierească. El a îndeplinit rangul de mare vistiernic la curtea domnească de la Iași, în timpul domniei lui Vasile Lupu (1634-1653).  Marele boier era cumnat cu domnitorul, soția sa Catrina Bucioc fiind soră cu Doamna Tudosca, întâia nevastă a domnitorului. 
În anul 1637, cumnatul său, domnitorul Vasile Lupu a zidit aici o biserică. 
Biserica și curtea boierească erau împrejmuite cu zid de piatră; cel din jurul conacului a fost demolat prin anii 1950-1957. Inițial, conacul era o construcție fără etaj, cu pereți groși de piatră și cărămidă și un sistem de boltire tipic moldovenesc alcătuit din cupole sferice mici, sprijinite pe arce drepte sau oblice.  Din construcția de atunci s-a mai păstrat doar o pivniță.
În fața conacului se afla o fântână arteziană, unde se aducea apă prin conducte de lut ars de la un bazin de captare. În spatele curții era un iaz cu pești. O alee lega conacul de biserică, în curtea căreia se pătrundea printr-un tunel subteran. Printre cei care au stăpânit conacul se numără spătarul Ioan Cantacuzino (pe la 1770) și banul Ilie (după 1800). 
În secolul al XIX-lea s-au efectuat ample lucrări de restaurare și modernizare, construindu-se un etaj, cu un balcon cu un glasvand de lemn traforat. La parter se afla o sală ax care străbătea clădirea de la un capăt la altul, de unde se făcea accesul în camerele destul de mici ca dimensiuni și acoperite cu bolți mănăstirești sau simpli cupole de formă semicilindrică. 
În prezent, Conacul Cantacuzino din Șerbești găzduiește o unitate de învățământ pentru copiii cu deficiențe fizice și se învecinează cu Școala de arte și meserii din sat.

## Imagini

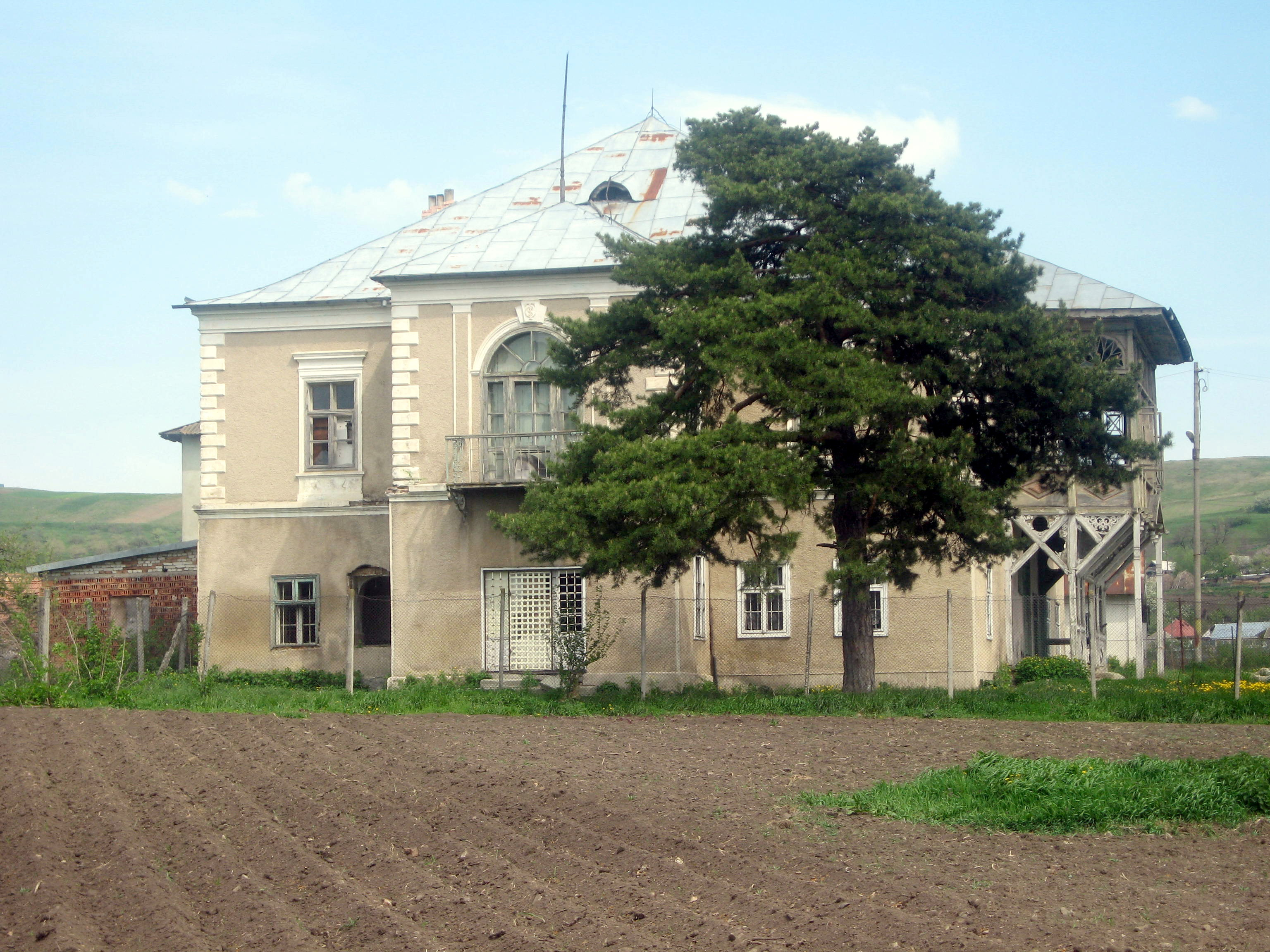
Conacul Cantacuzino din Șerbești
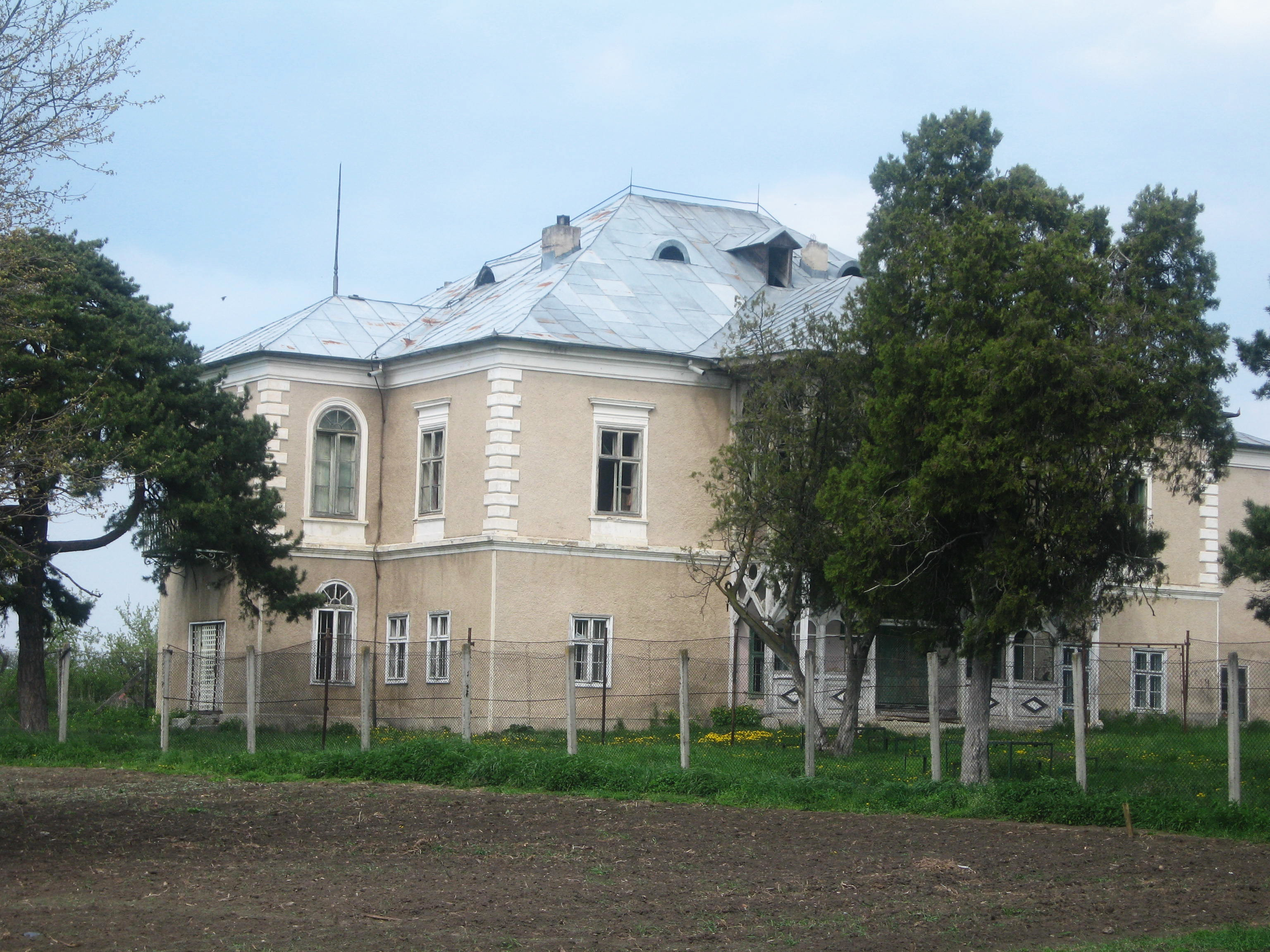
Conacul Cantacuzino din Șerbești